# Kabil
Kabil is een bestuurslaag in het regentschap Batam van de provincie Riau-archipel, Indonesië. Kabil telt 20.451 inwoners (volkstelling 2010).